# Upwell
Upwell is een civil parish in het Engelse graafschap Norfolk. Upwell is gelegen naast de A1101, de dichtstbijzijnde steden zijn Wisbech in het noordwesten en Downham Market in het oosten. Het plaatsje speelde een niet onaanzienlijke rol in de geschiedenis van de plattelandstram. De Wisbech en Upwell tramlijn was tot 1966 in bedrijf ondanks dat er reeds vanaf 1927 concurrentie van buslijnen was.
Administratief gezien is Upwell onderdeel van het district King's Lynn and West Norfolk. Tot en met 1974 was het onderdeel van het voormalige Wisbech Rural District.